# Romolo Maggi
Romolo Maggi detto Sgonfio (Proceno, 21 maggio 1906 – Roma, 15 giugno 1967) è stato un fantino italiano.
Sgonfio ha disputato il Palio di Siena in sedici occasioni, riuscendo a vincere una volta, in occasione del Palio straordinario del 14 settembre 1928 per l'Onda.

## La vittoria
Nel settembre 1928 Sgonfio si presentò ai canapi del settimo Palio straordinario del secolo, in compagnia di ben quattro fantini debuttanti, di altri due alla seconda presenza in Piazza e del solo Bubbolo già vincitore del Palio.
Alla mossa, i due fantini più lesti a scattare in testa furono proprio Sgonfio e Alfredo Ricci detto Ruscetto (per la Chiocciola). Sgonfio riuscì a liberarsi del rivale a colpi di nerbate dopo due giri di Piazza, riuscendo a vincere alla sua seconda presenza al Palio.

## Presenze al Palio di Siena
Le vittorie sono evidenziate ed indicate in neretto.
| Palio             | Contrada     | Cavallo              |
| ----------------- | ------------ | -------------------- |
| 2 luglio 1928     | Onda         | Baio di A. Giannelli |
| 14 settembre 1928 | Onda         | Giacca               |
| 2 luglio 1929     | Istrice      | Lina                 |
| 16 agosto 1929    | Onda         | Baio di M. Busisi    |
| 3 luglio 1930     | Oca          | Gobba                |
| 2 luglio 1931     | Pantera      | Zola                 |
| 16 agosto 1931    | Pantera      | Ida                  |
| 3 luglio 1932     | Valdimontone | Melisenda            |
| 2 luglio 1933     | Pantera      | Aquilino             |
| 16 agosto 1933    | Pantera      | Speranza Mia         |
| 2 luglio 1934     | Oca          | Stellino             |
| 16 agosto 1934    | Pantera      | Melisenda            |
| 16 agosto 1935    | Selva        | Melisenda            |
| 2 luglio 1936     | Pantera      | Dina (scosso)        |
| 2 luglio 1937     | Aquila       | Stella               |
| 16 agosto 1937    | Tartuca      | Fiordaliso           |